# بابادی باب
بابادی باب یکی از باب‌های ایل بختیاری از شاخه هفت‌لَنگ است. این باب متشکل از ۱۳ طایفه می‌باشد. بابادی باب به همراه دورکی و دینارونی و بهداروند، شاخهٔ هفت‌لنگ بختیاری را تشکیل می‌دهد.

## طوایف
1. عالی‌انور
2. شهنی
3. گله
4. نصیر
5. پبدنی
6. احمد محمدی
7. آرپناهی
8. میرقاید یا میرکاد
9. مدملیل
10. عکاشه
11. راکی
12. ململی[۲]
13. شیخ رباط
14. ممبینی

## مسکن
سردسیر باب بابادی در شهرستان کوهرنگ و شهر چلگرد و روستاهای چَم دَر، قلعه تَک، خسرو آباد، و... است؛ 
و گرمسیر آن‌ها در  شهر لالی و روستاهای سیکوند، انبار سفید ،آبژدان، بدر آباد، پلی و... می‌باشد.